# Al Fateh-moskee (Manama)
De Al Fateh-moskee is één van de grootste moskeeën ter wereld, met een capaciteit van ruim 7.000 gelovigen. Het bevindt zich in Manama, de hoofdstad van Bahrein. De moskee is het grootste religieuze gebouw in Bahrein. Het is gebouwd aan King Faisal Highway, in de buitenwijk Juffair. Het ligt vlak bij het Al-Qudaibiya-paleis, het paleis waar de regering bijeenkomt.

## Architectuur
De moskee werd in 1987 gebouwd in opdracht van de laatste emir van Bahrein, Isa ibn Salman Al Khalifa, en kreeg de naam van Ahmed Al Fateh, de eerste monarch van Bahrein en oprichter van de Al Khalifa-dynastie.
Het gebouw heeft twee minaretten en één koepel: het weegt ruim 60 ton, heeft een diameter van 24 meter en is volledig gemaakt van glasvezel. Het gebouw is 100 meter lang en 75 meter breed, omgeven door een bestrating en voorzien van een parkeerplaats. Sinds 2006 huisvest de moskee ook de Nationale Bibliotheek van Bahrein, het nationale archief van het koninkrijk uit het Midden-Oosten.